# 中田龍三
中田龍三（なかた りゅうぞう、1961年3月19日‐）は、日本のファッションデザイナー、アーティスト。1981年の渡仏後にエマニュエル・ウンガロのチーフデザイナーを経て、2002年にフランスにて自身のブランド「RYUZO NAKATA PARIS」を立ち上げる。

## 略歴
1981年、日仏ファッションアカデミー卒業後にパリに渡る。
1981－1983年、ブランド・チェルッティにて、アルマーニと仕事を共にしたメンズの職人アントニオ・モンタルト（ANTONELLO MOTALTO）に師事。
1982－1984年、テット・ラビトスの子息でメンズのデザイナーであるオリビエ・ラピュドゥス（OLIVIER LAPIDUS）と契約。
1983－1984年、F1ドライバーのウェアなどのデザインを手掛けるルコント インターナショナル社（LECONTE INTERNATIONAL）とデザイン契約。
1983年、クロード・モンタナ（CLAUDE MONTANA）と契約。
1984－2001年、ファッションブランドのエマニュエル・ウンガロ（EMANUEL UNGARO）に入社。主宰者でデザイナーのウンガロのアシスタントとして、オートクチュール担当、プレタポルテのチーフデザイナー、ディフュージョンラインのチーフデザイナー、イタリア・日本のライセンス担当チーフとして海外コレクションの担当として世界各国を回る。
1998－2001年、株式会社 福助と契約、オリジナルブランドIMAGOIQUEをチーフデザイナーとして立ち上げる。
2002年、RYUZO NAKATA EXCLUSIVE PARIS をフランスにて設立。
2002－2006年、株式会社 ジャパンスコープと契約。オリジナルブランドPRIMO-VALOREチーフデザイナー担当。
2005年、株式会社 ルックとの限定コラボレーション。
2006年、株式会社 三陽商会AMACAとビジューデニムのコラボレーション。
2006－2007年、ブライス人形チャリティー出展。
2009年、映画衣装起用。
2011年、高嶋ちさ子と12人のバイオリニスト衣装起用。
2011年、メンズ、リビングファブリック発表。
2014年、日本テレビ『ウーマン・オン・ザ・プラネット』出演。
2016年、学校法人北海道安達学園 エグゼクティヴアドヴァイザー就任。
2018・2019年、モルディブHuvafen Fushi メディアリリース・ポップアップ出展。
2019年、パリ GALERIE DE LA CLEにてアート作品個展開催。
2023年、大成機工株式会社による伊丹空港カート広告デザイン起用。